# Élise Beeckman
Élise Beeckman (1868-1945), qui signait ses articles « Lily Pousset », était une féministe bruxelloise et l'une des premières femmes journalistes belges.

## Biographie
Issue d'un milieu progressiste, Élise Beeckman est l'une des premières femmes journalistes en Belgique à être engagée dans un quotidien. Le 2 mars 1886, elle épouse Théophile Beeckman (1853-1919), avocat au barreau, qu'elle suit en Argentine lorsqu'il s'y installe. En 1894, son mari est envoyé au Congo et elle démarre alors une carrière de rédactrice dans la presse libérale bruxelloise. Engagée au quotidien libéral le Petit Bleu du matin, peu après la fondation de ce titre, elle se montre, aux dires de son patron Gérard Harry, « un reporter admirable devant lequel les portes, les consignes, les silences diplomatiques ne tenaient pas ». Elle est aussi présentée comme « chasseresse de nouvelles » par Pierre Van den Dungen, historien du journalisme belge.
Cinq ans après la création de la Ligue belge du droit des femmes en 1892, elle est présidente et fondatrice en 1897 de la Société belge pour l'amélioration du sort de la femme, animée aussi par Élise Nyst-Sohier. L'association concentre son action sur l'affranchissement économique des femmes, sa présidente étant « très sensibles aux questions sociales ». Entre-temps, le 6 mars 1907, son mari divorce d'Élise, qui vit désormais seule. Après 1910, lorsqu'un industriel de l'hôtellerie rachète le Petit Bleu du matin, elle travaille pour le journal La Chronique. Élise Beeckman sera, dans les années 1920, l'un des membres de la Commission de contrôle des films au cinéma, au moment du développement de cette industrie.
Élise Beeckman est la mère de Jeanne Beeckman, qui a fait une carrière en politique sous les couleurs socialistes. Dans un article autobiographique rédigé en 1929, Jeanne Beekman rappelle combien elle était irritée par le discours victimaire du féminisme, qu’elle repousse totalement.
Elle meurt le 23 mars 1945.